# خانه نقی قصابی
خانه نقی قصابی اثری مربوط به دوره پهلوی است که در ماسوله شهرستان فومن گیلان واقع شده است. 
این اثر در تاریخ ۲۵ اسفند ۱۳۸۰ با شمارهٔ ثبت ۵۲۶۳ به‌عنوان یکی از آثار ملی ایران به ثبت رسیده است.